# Heinrich Bredt
Heinrich Bredt (* 29. Januar 1906 in Oberneudorf, Siebenbürgen; † 1. November 1989 in Freiburg im Breisgau) war ein deutscher Arzt und Pathologe. Er wirkte ab 1948 als Professor und Institutsdirektor an der Universität Leipzig und 1959–1974 an der Johannes Gutenberg-Universität Mainz. Darüber hinaus fungierte er 1953–1958 als Vizepräsident der Deutschen Akademie der Naturforscher Leopoldina und 1971–1979 als Präsident der Mainzer Akademie der Wissenschaften und der Literatur.

## Leben
Heinrich Bredt wurde 1906 in Oberneudorf in Siebenbürgen geboren und erlangte 1924 das Abitur in Bistritz. Er absolvierte anschließend ein Studium der Medizin an der Universität Graz und 1925–1929 an der Eberhard Karls Universität Tübingen. Während seines Studiums wurde er Mitglied beim Verein Deutscher Studenten Graz, Tübingen und Berlin. Das medizinische Staatsexamen bestand er 1930 in Berlin, wo er ein Jahr später auch promoviert wurde. 1935 habilitierte er sich an der Charité bei Robert Rössle für Pathologie. Im August desselben Jahres ging er als Privatdozent an die Universität Leipzig, an der er 1936 Prosektor wurde.
Bredt, der 1931 die deutsche Staatsangehörigkeit angenommen hatte, trat zum 1. Mai 1933 in die NSDAP ein (Mitgliedsnummer 2.579.517) und war als Arzt der Hitlerjugend tätig. 1935 wurde er Mitglied der Nationalsozialistischen Volkswohlfahrt (NSV) und des NS-Ärztebundes. Während des Zweiten Weltkrieges fungierte er als Feldprosektor und als beratender Pathologe an der Ostfront. Nachdem er 1942 an der Front zum außerplanmäßigen Professor ernannt worden war, geriet er zwei Jahre später zunächst in rumänische und später in sowjetische Kriegsgefangenschaft. Er wurde während dieser Zeit als Arzt in einem Lazarett und als Dolmetscher für Rumänisch eingesetzt.
Nach seiner Entlassung aus der Kriegsgefangenschaft im Jahr 1946 übernahm er 1947/1948 zunächst vertretungsweise den Lehrstuhl für Gerichtsmedizin an der Universität Leipzig. Ab 1948 fungierte er dann in Leipzig als Nachfolger von Werner Hueck als ordentlicher Professor für allgemeine Pathologie und pathologische Anatomie und Direktor des Instituts für Pathologie sowie von 1951 bis 1955 auch als Dekan der medizinischen Fakultät. Anfang April 1959 wechselte er als Professor für allgemeine Pathologie und pathologische Anatomie und Institutsdirektor an die Johannes Gutenberg-Universität Mainz, wo er 1962/1963 ebenfalls das Amt des Dekans übernahm und bis zu seiner Emeritierung im Jahr 1974 tätig war.
Heinrich Bredt war ab 1936 verheiratet und Vater eines Sohnes, dem Mikrobiologen Wolfgang Bredt (1937 bis 2024). Nach dem Tod seiner Frau im Jahr 1987 zog er zu seinem Sohn, der zu diesem Zeitpunkt den Lehrstuhl für Mikrobiologie an der Albert-Ludwigs-Universität Freiburg innehatte. Bredt starb 1989 in Freiburg im Breisgau.

## Wissenschaftliches Wirken
Schwerpunkte des wissenschaftlichen Interesses von Heinrich Bredt waren pathologische Untersuchungen zu Fehlbildungen des menschlichen Herzens, zu Erkrankungen des Gefäßsystems und zu altersbedingten Beschwerden. Insbesondere beschäftigte er sich mit der Erforschung der Arteriosklerose.

## Auszeichnungen
Heinrich Bredt war ab 1955 ordentliches, ab 1966 korrespondierendes und ab 1969 auswärtiges Mitglied der Deutschen Akademie der Wissenschaften zu Berlin sowie ab 1951 ordentliches und ab 1959 korrespondierendes Mitglied der Sächsischen Akademie der Wissenschaften. Ab 1951 gehörte er außerdem der Deutschen Akademie der Naturforscher Leopoldina an, für die er von 1953 bis 1958 das Amt eines Vizepräsidenten innehatte. In der Mainzer Akademie der Wissenschaften und der Literatur, die ihn 1965 zu ihrem Mitglied ernannte, wirkte er von 1969 bis 1971 als Vizepräsident für deren mathematisch-naturwissenschaftliche Klasse und von 1971 bis 1979 als Präsident. Er erhielt 1954 den Nationalpreis der DDR, 1976 die Gutenberg-Plakette der Stadt Mainz und 1979 das Bundesverdienstkreuz erster Klasse.

## Werke
- Geschwülste im Mund- und Kieferbereich. Reihe: Zahn-, Mund- und Kieferheilkunde in Vorträgen. Heft 15. München 1955 (als Herausgeber)
- Über den Tod: Eine naturwissenschaftliche Betrachtung. Reihe: Berichte über die Verhandlungen der Sächsischen Akademie der Wissenschaften zu Leipzig. Band 103. Berlin 1958
- Arteriosklerose: Ätiologie, Pathologie, Klinik und Therapie. Stuttgart 1961 (als Mitautor)
- Extreme Lebensbedingungen und organische Gefässerkrankung: Zusammenfassender Erfahrungsbericht über den Einfluss extremer Lebensbedingungen auf Entstehung und Verschlimmerung arterieller Verschlusskrankheiten. Reihe: Schriftenreihe des Bundesversorgungsblattes. Heft 4. Stuttgart, Berlin, Köln und Mainz 1967